# Игра три скакача
Овај чланак користи алгебарску шаховску нотацију како би се описали шаховски потези.
Игра три скакача је шаховско отварање које почиње потезима:
1. е4 е5 2. Сф3 Сц6 3. Сц3

## Карактеристике
За разлику од Игре четири скакача, у главној варијанти Игре три скакача црни одустаје од развоја другог скакача, а фијанкетом краљевог ловца појачава притисак у центру.

## Историјат
У XIX веку ово отварање разрађивали су познали немачки мајстори Луј Паулсен (1833—1891), први светски првак Виљем Штајниц (1836—1900) и француски мајстор Самуил Розентал (1837—1902). Игра три скакача је скоро сасвим ишчезла са турнира, нарочито велемајсторских.